# دين ليستر
دين ليستر (بالإنجليزية: Dean Lister) هو فنان قتال مختلط أمريكي، ولد في 13 فبراير 1976 في سان دييغو في الولايات المتحدة.

## وصلات خارجية
- دين ليستر على موقع يو إف سي (الإنجليزية)
- دين ليستر على موقع شيردوغ (الإنجليزية)
- دين ليستر على موقع IMDb (الإنجليزية)
- دين ليستر على موقع قاعدة بيانات الفيلم (الإنجليزية)